# 無聲
無聲（Voicelessness）也稱為是语言学名詞，是指某個聲音在發出時不會振動喉部。無聲是一種發聲態，和發音時喉部的其他狀態比較。不過有時也會將無聲視為是清濁音中的清音。
國際音標中有針對無聲或其他的子音（阻礙音）有不同的符號，例如[p b]、[t d]、[k ɡ]、[q ɢ]、[f v]及[s z]。也有有關無聲的附加符號，例如U+0325  ̥ COMBINING RING BELOW及U+030A  ̊ COMBINING RING ABOVE。附加符號一般是用在原來就是有聲的音，例如元音及響音，例如[ḁ], [l̥], [ŋ̊]。
俄語中國際音標的應用，有可能將有聲的變音符號變成無聲，例如⟨ṋ⟩.。

## 無聲母音及其他響音
響音是像母音或是鼻音等大部份語言都會有聲音的音。不過在一些語言中，有些響音會變無聲，多半是同位異音。例如日語中的壽喜燒（sukiyaki）會唸成[sɯ̥kijaki]，對英語聽眾來說，聽起來會像[skijaki]，不過因為[ɯ̥]的音，嘴唇會略為閉起。類似的情形也出現在英語的peculiar [pʰə̥ˈkj̊uːliɚ]及 potato [pʰə̥ˈtʰeɪ̯ɾoʊ̯]。
無聲母音也是一些美國西南部地區語言（像是霍皮語及Keres語）、大盆地地區語言（包括所有的Numic語）的特色。
響音也可能會有對比性的無聲。例如標準藏語中的拉萨（Lhasa）中有無聲的/l̥/，和威爾斯語中的清齒齦邊擦音/ɬ/類似，但音量更小。威爾斯語的/l̥/和有聲的/l/相對。威爾斯語有許多無聲的響音，像是/m, m̥/, /n, n̥/, /ŋ, ŋ̊/, and /r, r̥/，最後一個會用rh來表示。
在俄羅斯莫爾多維亞共和國的莫克沙語中，甚至有無聲的硬腭近音/j̊/（在西里尔字母中是⟨йх⟩ jh）以及無聲的/l̥/及/r̥/（寫成⟨лх⟩ lh and ⟨рх⟩ rh）。最後二個有對應的腭化音/l̥ʲ/和/r̥ʲ/（⟨льх⟩和⟨рьх⟩）。基爾丁薩米語中也有/j̊/ ⟨ҋ⟩。

## 延伸閱讀
- Ladefoged, Peter; Maddieson, Ian. . Oxford: Blackwell. 1996. ISBN 0-631-19814-8 （英语）.